# Divario generazionale

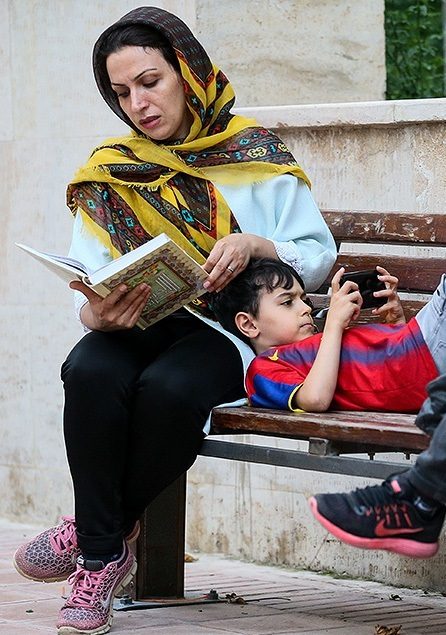

Il divario generazionale è il ritardo accumulato da una generazione per il raggiungimento dei principali obiettivi di crescita personale e professionale rispetto alle generazioni che la hanno preceduta, tenendo in conto anche degli ostacoli che si frappongono al raggiungimento della piena maturità sociale ed economica.

## Origini
Il divario generazionale riceve un importante contributo dagli studi sullo sviluppo sostenibile, in particolare dalla bioeconomia e dai modelli di sviluppo sostenibile. La sempre maggiore consapevolezza che il benessere non può essere misurato soltanto in termini di prodotto interno lordo (Pil) ha condotto da tempo gli economisti a ripensare gli scenari per il prossimo futuro, nonché le politiche economiche e sociali volte a promuovere la crescita e a ridurre le disuguaglianze. 
A rendere emergenziale questo percorso, tuttavia, sono state due cause principali: la recessione economica degli ultimi anni, che ha evidenziato i limiti previsivi dei modelli economici sino ad oggi elaborati, portando allo scoperto la grande frattura tra coloro che hanno beneficiato dell’incremento della ricchezza, dei consumi e degli standard di sicurezza sociale (baby boomers) e coloro che solo oggi si confrontano con il mondo del lavoro senza strumenti economici adeguati (prima i Millennials, oggi la Generazione Z); e la transizione ecologica e digitale che richiederà urgenti e consistenti investimenti prevalentemente sostenuti dalle attuali giovani generazioni e da quelle future.
In forza del principio di giustizia globale distributiva, la politica economica dovrebbe prevedere tutti gli strumenti per assicurare alle generazioni future la stessa qualità della vita e le stesse opportunità delle attuali. La sostenibilità integrata, quindi, si propone di ridurre non solo il debito nei confronti del pianeta (la tradizionale sostenibilità ambientale), ma anche quello contratto con le nuove e future generazioni (la sostenibilità per assicurare l’equità intergenerazionale). La questione del divario generazionale, inoltre, chiama in causa i principi di solidarietà (art. 2) e di uguaglianza (art. 3) sanciti dalla Costituzione Italiana: non è possibile, infatti, essere “eguali di fronte alla legge” ovvero esercitare i medesimi diritti, sia civili che sociali, se prima non vengono rimosse le condizioni di diseguaglianza che impediscono a tutti di fruirne effettivamente.
Il dibattito sul superamento dei paradigmi economici tradizionali ha favorito la creazione di nuovi indicatori di misurazione del benessere degli individui e della società. In particolare, in Italia la sfida è stata accolta fin dal 2011 dal lavoro congiunto di Istat e CNEL che ha sviluppato il  “Benessere Equo e Sostenibile” (BES), diviso in 12 domini e 130 indicatori, con l’obiettivo di analizzare la qualità della vita e lo stato di sviluppo del Paese, andando oltre le informazioni fornite dal PIL. Anche gli Obiettivi di Sviluppo Sostenibile (OSS) della Agenda 2030 delle Nazioni Unite, approvata nel settembre 2015 a New York, cercano di integrare sostenibilità economica, sociale ed ambientale. L’Agenda, attraverso un complesso sistema basato su 17 obiettivi, 169 traguardi, o sotto-obiettivi, e oltre 240 indicatori, monitorerà per i prossimi 15 anni il processo di cambiamento del modello di sviluppo di ciascun Paese, valutato periodicamente in sede ONU. Pertanto, i 17 obiettivi sono finalizzati ad integrare i tre volti della sostenibilità (economica, ambientale e sociale) in un unico programma condiviso che prevede tempi e specifiche modalità operative di intervento per il perseguimento di tali OSS.
In questo ambito, nel 2014 il Club di Latina, con la coordinazione scientifica del Prof. Luciano Monti, avviava un progetto di ricerca per la costruzione di uno strumento di indagine del divario generazionale. Ispirato dall’esperienza inglese dell’Intergenerational Fairness Index e dalle metriche dello Youth Development Index elaborato dal Commonwealth Youth Programme con l’Institute for Economics and Peace, l’iniziativa ha condotto allo sviluppo del Generational Divide Index (GDI). Tale indice era il risultato dell’analisi di 27 variabili tratte da fonti istituzionali italiane (come ISTAT e Banca d’Italia), misurabili annualmente, che consentono di stimare il “ritardo” accumulato dalle giovani generazioni nell'accesso al lavoro, all’autonomia abitativa, al credito, all’istruzione e ad altri ambiti fondamentali per lo sviluppo del capitale umano. La provincia di Latina ha rappresentato il primo contesto territoriale in cui l’indice è stato applicato in via sperimentale, facendo emergere criticità generazionali superiori alla media nazionale.

## Il primo tentativo di misurazione del divario generazionale

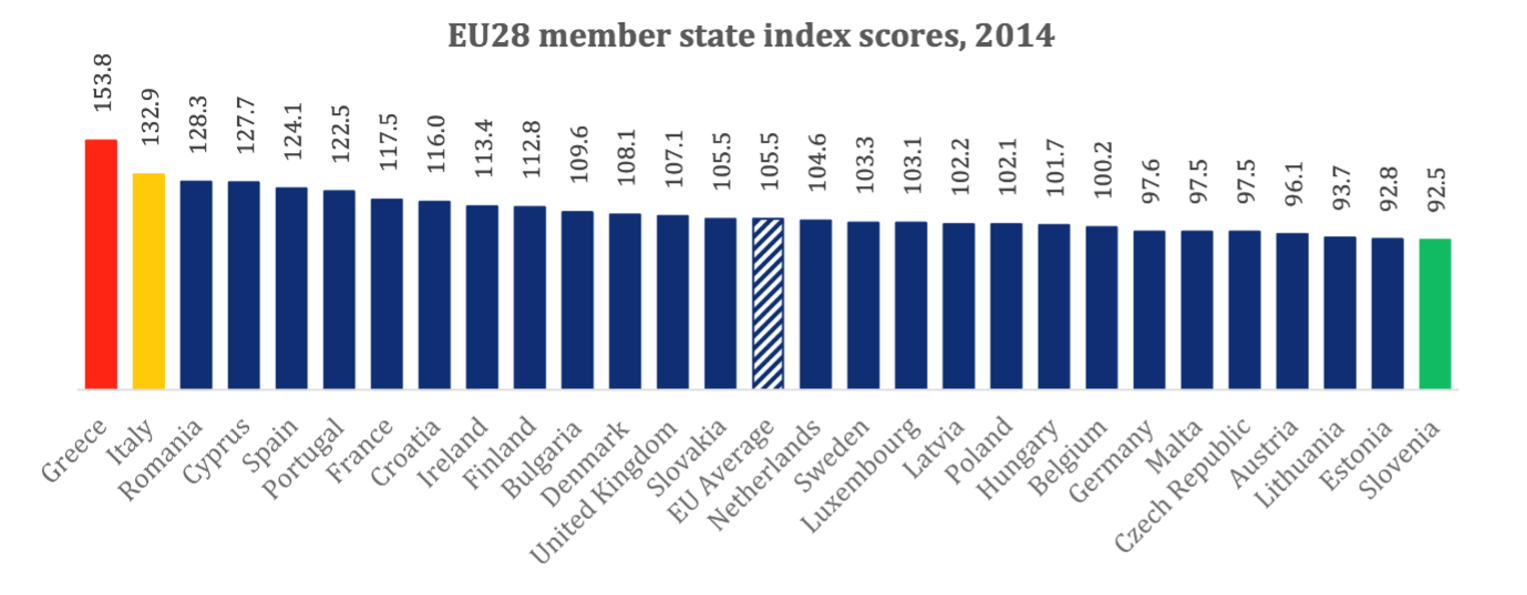
L’Indice europeo di equità intergenerazionale (UK)

Nel campo dell’analisi socio-economica, è importante distinguere tra i concetti di equità intergenerazionale, gap generazionale e divario generazionale, spesso utilizzati in modo intercambiabile, ma riferiti a fenomeni distinti.  
Il gap generazionale si riferisce prevalentemente alle differenze culturali, valoriali e comportamentali tra generazioni, come ad esempio quelle tra i cosiddetti “baby boomers” e la “generazione Z”, ed è oggetto di studi sociologici e comunicativi. L’equità intergenerazionale, invece, è un principio di giustizia distributiva che implica il dovere, da parte delle generazioni attuali, di non compromettere le opportunità di benessere e sviluppo di quelle future.
Il primo tentativo pionieristico per misurare specificamente l’equità intergenerazionale è stato sviluppato nel Regno Unito dall’Intergenerational Foundation, istituita nel 2011. Esso presenta una tassonomia composta da nove domini: la disoccupazione, l’accesso alla casa, le pensioni, il debito pubblico, la partecipazione democratica, la salute, il reddito, l’impatto ambientale e l’educazione. Quest’ultimo, in particolare, risulta molto articolato e prevede un paniere di quattro indicatori: non solo il livello di spesa pubblica nell’educazione, ma anche le spese medie da sostenere per il conseguimento di un diploma, il tasso di alta scolarizzazione e il ricorso ai prestiti d’onore.
La finalità dell'Intergenerational Fairness è di comparare differenti realtà Paese dal punto di vista del ritardo accumulato dalle nuove generazioni europee nel raggiungimento della loro maturità sociale ed economica.

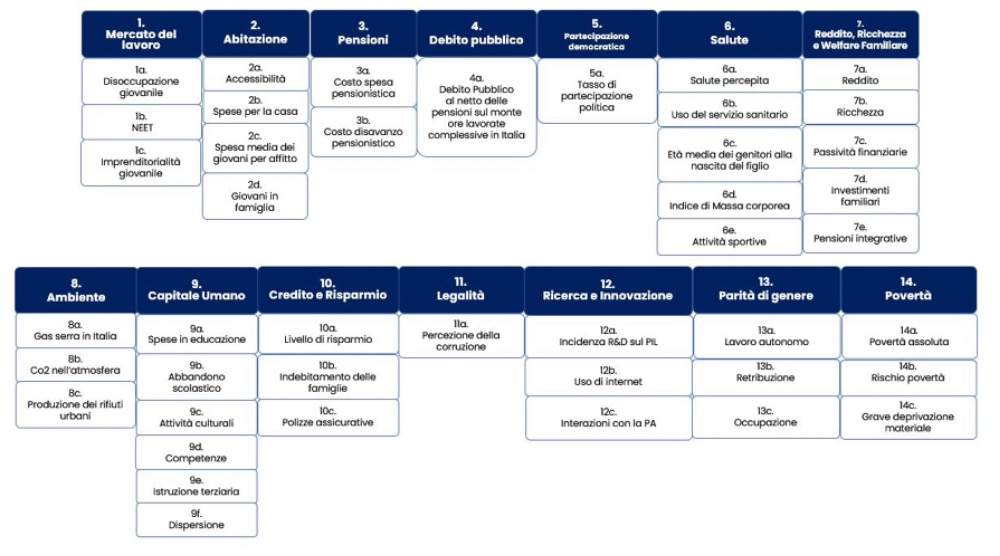
Tassonomia dell'Indice di Divario generazionale - 14 domini e 43 sottoindicatori che misurano le disuguaglianze vissute dalla popolazione giovane (14–35 anni) rispetto alle generazioni precedenti.

## Misurazione del divario generazionale in Italia
Il principale strumento di misurazione del divario generazionale in Italia è l'Indice sintetico del Divario Generazionale (GDI – Generational Divide Index), sviluppato nel 2015 dalla Fondazione per la Ricerca Economica e Sociale ETS (già Fondazione Bruno Visentini).
Il GDI è l’indicatore sintetico costruito per rilevare gli ostacoli che si frappongono al raggiungimento della maturità economica e sociale delle giovani generazioni. Nel corso degli anni, l’indice è stato progressivamente affinato, ampliando i domini e i sotto-indicatori considerati. Nella sua versione più recente (GDI 4.0), comprende 14 domini – tra cui Mercato del lavoro, Abitazione, Pensioni, Debito pubblico, Partecipazione democratica, Salute, Capitale umano, Innovazione, Legalità, Ambiente e Parità di genere – e un totale di 43 indicatori misurabili annualmente, basati su fonti statistiche ufficiali e coprenti il periodo dal 2006 al 2023.
L’indice, così elaborato dalla Fondazione per la Ricerca Economica e Sociale ETS, mostra l’andamento del Divario Generazionale (GDI Index) in Italia dal 2006 al 2022, assumendo come base 100 il valore del 2006.
Un aumento del GDI indica un peggioramento della situazione per i giovani, ovvero un ampliamento del divario generazionale, mentre una diminuzione dell’indice segnala una riduzione degli ostacoli per raggiungere l’autonomia personale e professionale.
L’esperienza maturata con il GDI ha contribuito in modo sostanziale alla definizione della Valutazione di Impatto Generazionale, uno strumento di analisi e programmazione delle politiche pubbliche concepito per misurare e anticipare gli effetti che normative, investimenti e interventi statali possono avere sulla condizione delle giovani generazioni. Attraverso tale approccio, è possibile analizzare gli output (ad esempio, il numero di giovani beneficiari), e stimare l’impatto atteso sugli indicatori compositi del GDI, simulando scenari in assenza di intervento e misurando lo scostamento dalla baseline.

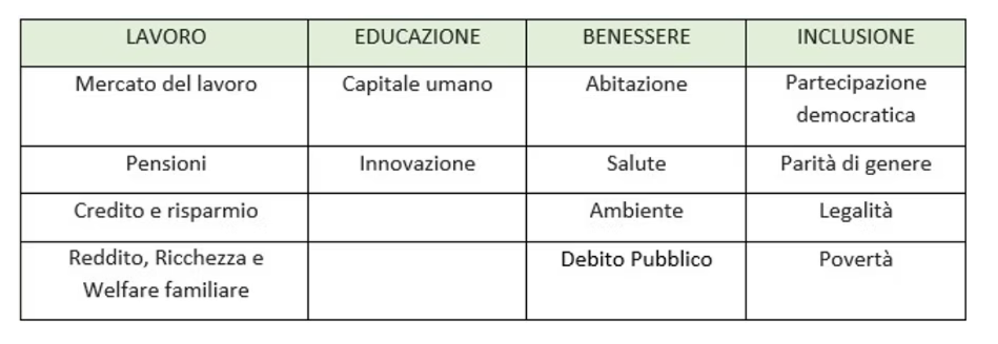
I domini del GDI suddivisi secondo le quattro aree di impatto COVIGE.

In tale contesto, i quattordici domini del GDI sono stati riclassificati in quattro macro-aree di impatto (lavoro, educazione, benessere e inclusione), e il Comitato per la Valutazione dell'Impatto Generazionale delle politiche pubbliche (COVIGE) ha utilizzato un sistema di etichettatura (labeling), funzionale all’individuazione dei settori prioritari per l’azione pubblica orientata alla sostenibilità intergenerazionale.
Le Linee guida per la valutazione dell’impatto generazionale delle politiche pubbliche, pubblicate in attuazione del Decreto Ministeriale 8 luglio 2022, n. 124, rappresentano l’esito più significativo del lavoro del Comitato. Esse propongono una classificazione delle misure in tre categorie. Le misure generazionali sono quelle rivolte in modo esclusivo a destinatari nella fascia 14–35 anni. Le misure potenzialmente generazionali sono quelle che, pur essendo rivolte a un pubblico più ampio, producono effetti prevalenti o significativi sui giovani. Le misure anti-generazionali si riferiscono invece a quegli interventi che determinano effetti negativi sulle nuove generazioni, diretti o indiretti, ad esempio per via di scelte di spesa pubblica a debito o per tagli a servizi essenziali.
Il documento più recente in materia è rappresentato dalle Linee guida ANCI per la valutazione dell’impatto generazionale (VIG), pubblicate a marzo 2025, rivolte agli enti locali. Esse forniscono strumenti operativi e indicatori standardizzati per integrare la prospettiva generazionale nei processi di pianificazione strategica degli enti territoriali, in particolare nel Documento Unico di Programmazione (DUP).

## Evoluzione dell’Indice di Divario Generazionale nei rapporti annuali della Fondazione per la Ricerca Economica e Sociale ETS
Dal 2017, l’Indice del Divario Generazionale è stato oggetto di un costante processo di aggiornamento e affinamento metodologico, attraverso un’attività di ricerca annuale confluita nei Rapporti sul divario generazionale elaborati dalla Fondazione per la Ricerca Economica e Sociale ETS (già Fondazione Bruno Visentini). Il primo di questi, pubblicato nel 2017, è intitolato “Il Divario generazionale tra conflitti e solidarietà” e ha posto le basi concettuali e analitiche per l’evoluzione dell’indice negli anni successivi.
Nel corso del 2018 la Fondazione a un anno dalla presentazione del I Rapporto 2017, compie un ulteriore passo in avanti, con l’elaborazione di un nuovo e più sofisticato “Indice di Divario Generazionale” (il GDI 2.0) con un’analisi incrociata tra le nuove sfide della digitalizzazione e dell’automazione e il conseguente ruolo delle nuove generazioni nell’economia digitale dei prossimi anni. Il II Rapporto 2018, dal titolo “Il Divario generazionale. Un Patto per l’occupazione dei giovani”, presentato l’11 dicembre 2018 a Roma racchiude un’approfondita analisi sul presente e sul futuro delle giovani generazioni italiane e specifiche proposte finalizzate alla riduzione del fenomeno.
Il III Rapporto 2019 "Il Divario generazionale e il reddito di opportunità", presentato anch’esso presso le sedi Luiss Guido Carli a dicembre 2019, oltre a mettere a confronto le misure generazionali della Legge di Bilancio 2018 con quelle del 2019, traccia una concreta strategia di contrasto del divario, stimando l’impatto in tal senso dell’introduzione del reddito di opportunità, o la ridefinizione del reddito di cittadinanza e, per la prima volta, l’ulteriore divario che divide i giovani e le giovani del Sud dal resto del Paese.
Il IV Rapporto 2021, realizzato a due anni di distanza dal precedente a causa delle conseguenze dovute alla pandemia, si intitola “Il Divario generazionale attraverso la pandemia, la ripresa e la resilienza” e presenta l’Indice di Divario Generazionale ulteriormente affinato e aggiornato alla versione 3.0, il quale purtroppo mostra livelli di diseguaglianza generazionale mai visti in precedenza. Questo dato conferma il fatto che le crisi sistemiche che colpiscono il nostro Paese, in questo caso la pandemia, hanno sempre un impatto generazionale asimmetrico che ricade maggiormente sulle fasce più giovani. Oltre alla consueta mappatura delle misure generazionali presenti nella Legge di bilancio, il IV Rapporto si sofferma ad analizzare le misure per i giovani previste dal Piano Nazionale di Ripresa e Resilienza (PNRR) italiano, che, anche in comparazione con i Piani di altri Paesi UE, ha confermato la poca consapevolezza del legislatore sulla necessità di affrontare la questione giovanile non come un problema, ma come un’opportunità da cogliere.

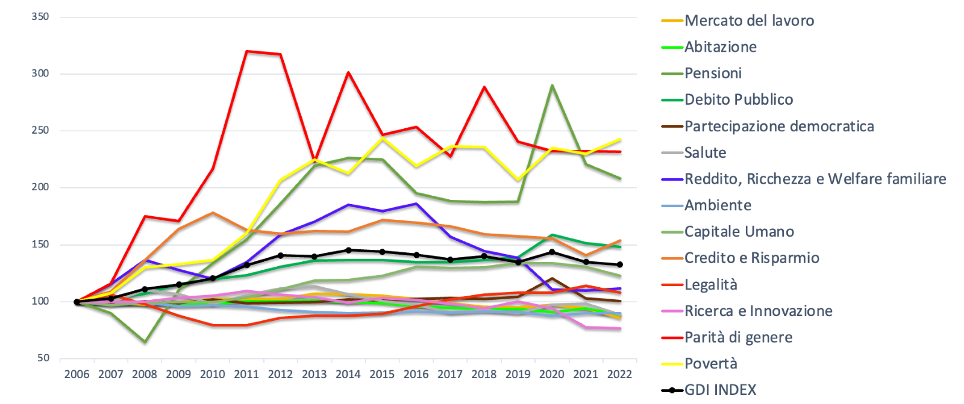
Il fascio dei 14 indicatori del GDI e del GDI Index dal 2006 al 2022 - L'indice sintetico mostra come le disuguaglianze tra generazioni siano cambiate nel periodo considerato, con particolare attenzione agli effetti delle crisi economiche e sociali.

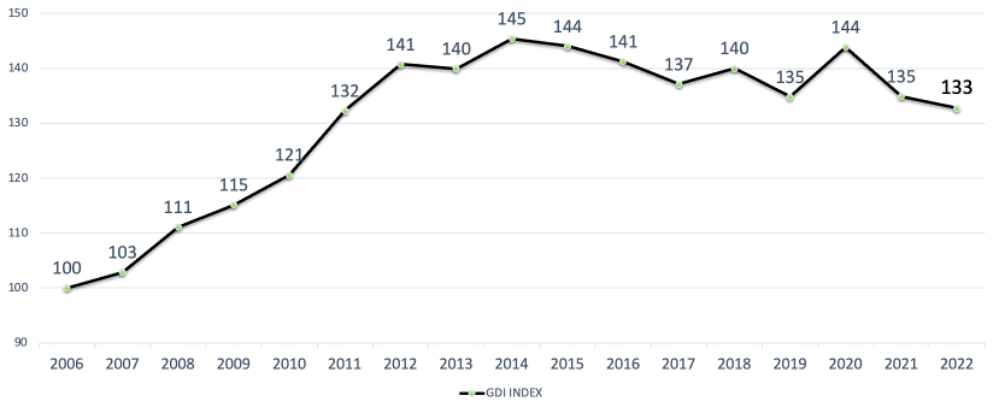
Il GDI 4.0 - Classificazione dei domini dell’Indice secondo le quattro aree di impatto definite dalle linee guida del COVIGE (Benessere, Educazione, Inclusione e Lavoro).

All’interno del V Rapporto 2022 “Il Divario generazionale. La generazione Z e la permacrisi” si è proceduto ad integrare la tassonomia e il paniere di indicatori dell’indice, denominato ora GDI 4.0, che consta di 14 domini e 43 indicatori. L’indice segnala per il 2021 un calo prevedibile ma non particolarmente significativo rispetto all’anno precedente, con un dato ancora molto distante dal valore registrato nell’anno pre-pandemico. I recenti andamenti del GDI confermano un elemento molto allarmante per il nostro Paese: in momenti di forti crisi sistemiche, come quella attraversata proprio a seguito della pandemia, le fasce più giovani della popolazione sono le prime a pagare e le ultime a riprendersi.
Rispetto al GDI 4.0, nel VI Rapporto 2023 “Il divario generazionale: l’ultima chiamata. Le politiche pubbliche nazionali e locali alla prova della Valutazione di Impatto Generazionale (VIG)” si segnala che il dominio “Innovazione” è stato oggetto di integrazioni con l’inserimento di un nuovo sottodominio (uso di Internet per social networks), modifica dettata da un lato, dalla necessità di aggiornare un indicatore in continua evoluzione nel panorama giovanile, dall’altro, dalla modifica della banca dati di riferimento. Inoltre, si è proceduto a classificare i domini dell’Indice secondo le quattro aree di impatto definite dalle linee guida del COVIGE (Benessere, Educazione, Inclusione e Lavoro), una nuova prospettiva che consente di comprendere meglio i settori maggiormente critici che richiedono un’attenzione prioritaria da parte del legislatore. Nell’ultimo biennio, la ripresa post pandemica ha contribuito ad un parziale miglioramento dell'indice, sceso  nel 2021 a 135 punti fino ad attestarsi nel 2022 a livelli leggermente migliori del periodo pre-pandemia (con 133 punti), ma ancora al di sopra del periodo pre-recessione 2011-2014.

## Proposte per ridurre il divario generazionale
Sono state sviluppate diverse proposte per cercare di ridurre il divario generazionale e colmare il ritardo tra i giovani e le altre generazioni, da parte di politici, esperti di economia, fondazioni e associazioni.
Tito Boeri, già presidente dell’INPS, ha sostenuto la necessità di ridurre il dualismo del mercato del lavoro, la pressione fiscale del lavoro e l’aumento della produttività per aumentare l’occupazione giovanile. Inizialmente si è mostrato anche critico sull’efficacia della staffetta generazionale, anche se successivamente è giunto a proporla. In vari articoli, Tommaso Nannicini e lo stesso Boeri hanno ipotizzato l’idea di un ricalcolo contributivo delle pensioni retributive con un prelievo progressivo e proporzionale, che possa diminuire il divario generazionale. Essi hanno proposto tre differenti opzioni: la prima consiste in un piccolo prelievo per tutti i pensionati con un certo reddito mensile con aliquota fissa; la seconda prevede un prelievo mensile con aliquota più progressiva e asticella di imponibilità più elevata; la terza un prelievo di molto a pochi, con aliquota elevata. Lo stesso Nannicini ha proposto una pensione di garanzia per i giovani.
La Fondazione per la Ricerca Economica e Sociale ha suggerito un intervento proporzionato e finalizzato su due livelli: quello del disagio sociale in generale (di cui il disagio giovanile rappresenta un’importante componente) mediante la proposta di una rimodulazione dell’imposizione in termini redistributivi, fondata sulla diversa attitudine alla contribuzione in ragione alla maturità fiscale; quello del divario generazionale, con l’introduzione di un contributo solidaristico di carattere temporaneo a carico dei pensionati con le pensioni più elevate, ricorrendo a un approccio progressivo e rispettoso della capacità contributiva dei contribuenti coinvolti.
Inoltre, ha proposto la creazione di un fondo per le politiche giovanili in grado di finanziare le misure messe in campo, sia con contributi e agevolazioni fiscali, sia con la creazione di strumenti finanziari in grado di moltiplicarne l’effetto; tali misure possono essere di quattro tipologie: generazionali, non generazionali per destinazione, non generazionali per natura, non generazionali per oggetto, a seconda del loro scopo e grado di incidenza rispetto ad uno o più indicatori del divario generazionale.
Un dibattito internazionale su queste proposte è promosso dalla Intergenerational Foundation, che lancia ogni anno la settimana mondiale dell'equità intergenerazionale, dal nome Worldwide Intergenerational Fairness Week, con l'obiettivo di raccogliere voci da tutto il mondo per fotografare quali sono i problemi intergenerazionali e come alcuni paesi li affrontano (o non riescono a gestirli).